# Toby Green
Toby Green FBA es un historiador británico de las desigualdades globales. También es profesor de Historia y Cultura Africana Precolonial y Lusófona en el King's College de Londres. Obtuvo su Doctorado en Filosofía en Estudios Africanos en la Universidad de Birmingham. Es presidente del Comité de Fontes Historiae Africanae (Fuentes de la Historia Africana) de la Academia Británica. Green ha publicado extensamente sobre la historia económica africana y la esclavitud africana, centrándose principalmente en la esclavitud en las colonias portuguesas. Su obra sobre la historia de las desigualdades africanas y globales ha sido traducida en doze idiomas.
Su libro A Fistful of Shells: West Africa from the Rise of the Slave Trade to the Age of Revolution, ganó el Premio Nayef Al-Rodhan de 2019 para la Comprensión Cultural Global. El libro también recibió el Premio Jerry Bentley 2020 en Historia Mundial de la Asociación Histórica Estadounidense y fue el ganador del Premio Corona de No Ficción de la Asociación de Escritores Históricos de 2020 . A Fistful of Shells fue finalista del premio LA Times Book Prize de 2019, y también fue preseleccionado para el Cundill History Prize de 2019  y el Wolfson History Prize de 2020. El libro fue ampliamente reseñado y muy elogiado en periódicos, revistas y publicaciones académicas. Un crítico destacó cómo Green «desmantela el mito racista del “atraso” de África occidental». Demuestra que las desigualdades que posibilitaron la “lucha por África” europea surgieron de una catástrofe, cuyo camino comenzó en el siglo XV.
El libro de Toby Green The Rise of the Trans-Atlantic Slave Trade in Western Africa, 1300–1589 es uno de los pocos libros que examina la historia del surgimiento de la trata transatlántica de esclavos en sus primeros años en África occidental. Al abarcar la región entre el río Senegal y Sierra Leona, desde el siglo XIV hasta el siglo XVI, y basándose en un conjunto muy rico de fuentes escritas y orales en varios idiomas, Green sostiene que los patrones sociales y culturales europeos y africanos preexistentes dieron forma al desarrollo de la trata transatlántica de esclavos.
Green tiene también muchas otras publicaciones sobre la historia económica del África global. Sus intereses son la esclavitud en el Atlántico y los vínculos culturales y económicos entre América y África.
En su libro La Inquisición: El reino del miedo, Toby Green aborda la Inquisición española principalmente a través de fuentes hispanoamericanas. Señala que el gran poder sin control otorgado a los inquisidores significaba que eran "ampliamente vistos como por encima de la ley", y que a veces tenían motivos para encarcelar, mientras que a veces ejecutaban a presuntos infractores, con un propósito distinto al de castigar la inconformidad religiosa, principalmente en Iberoamérica. Green no está de acuerdo con la noción de una Leyenda Negra de la Inquisición española y a menudo cita fuentes del siglo XVI respecto del abuso de poder de la institución en América Latina. Sus trabajos son citados a menudo con respecto a este tema.
Green fue elegido miembro de la Academia Británica en 2024.

## Trabajo sobre la pandemia de COVID-19
Toby Green fue uno de los pocos historiadores académicos que trabajó extensamente sobre la pandemia de COVID-19, abordando sus impactos a través de la lente de la desigualdad. Green escribió dos ediciones de un libro , The Covid Consensus  así como varios artículos periodísticos sobre cómo medidas como los confinamientos perjudicaron a las poblaciones pobres, especialmente en el Sur Global. También transmitió una serie de entrevistas en formato podcast con académicos de África y América Latina para Collateral Global. La principal preocupación de Green fue el impacto de los confinamientos por la Covid-19 en las personas empobrecidas de todo el mundo, especialmente en África. Su obra fue ampliamente discutida en The Guardian, Al-Ahram, El País, y Le Monde. En 2023, cuando un número creciente de artículos, revistas académicas y medios de comunicación tradicionales finalmente comenzaron a reconocer los impactos negativos de los confinamientos en el Sur Global y entre las poblaciones pobres, la clase trabajadora y los escolares del Norte Global, la contribución de Green a estos debates resultó aún más crucial.

## Publicaciones

### Libros más importantes
- The Heretic of Cacheu: Struggles over Life in a Seventeenth-Century West African Port (Penguin, Allen Lane, and University of Chicago Press, 2025) ISBN 978-1802061598
- The Covid Consensus: The Global Assault on Democracy and the Poor. A Critique from the Left, co-authored with Thomas Fazi (Hurst, 2023) ISBN 978-1787388413
- The Covid Consensus: The New Politics of Global Inequality (Hurst, 2021) ISBN 978-1787385221
- A Fistful of Shells: West Africa from the Rise of the Slave Trade to the Age of Revolution (Penguin, Allen Lane, University of Chicago Press, 2019) ISBN 9780226644578
- The Rise of the Transatlantic Slave Trade in Western Africa (Cambridge University Press, 2012)ISBN 978-1107634718
- The Inquisition: The Reign of Fear (Macmillan, 2007) ISBN 978-0330443357
- Thomas More's Magician: A Novel Account of Utopia in Mexico (Weidenfeld & Nicolson, 2004) ISBN 0753819783
- Meeting the Invisible Man: Secrets and Magic in West Africa (Weidenfeld & Nicolson, 2001) ISBN 978-0297646150
- Saddled with Darwin: A Journey through South America on Horseback (Weidenfeld & Nicolson, 1999) ISBN 0571248284

### Libros editados y coeditados
- African Voices from the Inquisition, Vol. 1: The Trial of Crispina Peres of Cacheu, Guinea-Bissau (1646-1668), co-edited by Toby Green, Philip Havik, and Filipa Ribeiro da Silva. Oxford University Press, 2021. ISBN 978-0197266762
- Landscapes, Sources, and Intellectual Projects of the West African Past, co-edited by Toby Green and Benedetta Rossi. Brill, 2018. ISBN 978-90-04-34883-7
- Guinea-Bissau: Micro-State to Narco State, co-edited by Toby Green and Patrick Chabal. London: Hurst, 2016. ISBN 978-1849045216
- Brokers of Change: Atlantic Commerce and Cultures in Precolonial Western Africa (Oxford: Oxford University Press, 2012). ISBN 978-0197265208

### Artículos seleccionados
- "Africa and Capitalism: Repairing a History of Omission." Capitalism 3, 2 (2022): 301-332.
- "Covid-19: Medicine and Colonialism, Past and Present." Journal of Extreme Anthropology 6, no. 2 (2022): E33-E46.
- "From ‘commodity currencies’ to Covid loans: Africa and global inequality, past and present." Journal of the British Academy (2022): 39-54.
- "The Historical Lecture: Past, Present and Future." Transactions of the Royal Historical Society 1 (2022): 45-67.
- "Baculamento or Encomienda?: Legal Pluralisms and the Contestation of Power in Pan-Atlantic World of the Sixteenth and Seventeenth Centuries," Journal of Global Slavery 2, no. 3 (2017): 310-336.
- “Africa and the Price Revolution: Currency Imports and Socioeconomic Change in West And West-Central Africa During the 17th Century,” Journal of African History 57, no. 1 (2016), 1-24.
- “Beyond an Imperial Atlantic: Trajectories of Africans From Upper Guinea and West-Central Africa in the Early Atlantic World", Past and Present 230 (2016), 91-122.
- "Memories of Violence: Slavery, The Slave Trade, and Forced Labour in Greater Senegambia in the Past and the Present." Mande Studies 16-17 (2015): 169-186.
- "Silent Trade." History in Africa: An Annual Journal of Method 40, no. s1 (2013):. s3-s6.
- “Building Slavery in the Atlantic World: Atlantic Connections and the Changing Institution of Slavery in Cabo Verde, 15th-16th Centuries”, Slavery and Abolition 32/2, 2011, 227-45: